# Liège (pokrajina)
Liège je najistočnija pokrajina u belgijskoj regiji Valonija. 
Pokrajina prekriva područje od 3.844 km² na kojem živi 1,034,000 stanovnika (2005.). Pokrajina je podjeljena na 4 okruga koja ukupno sadrže 84 općine. Središte pokrajine je grad Liège.

## Okruzi
Pokrajina Liège podjeljena je u 4 okruga:
- Okrug Huy
- Okrug Liège
- Okrug Verviers
- Okrug Waremme

## Općine
Općine sa statusom grada imaju oznaku (grad) iz imena.
| 1. Amay 2. Amel 3. Ans 4. Anthisnes 5. Aubel 6. Awans 7. Aywaille 8. Baelen 9. Bassenge 10. Berloz 11. Beyne-Heusay 12. Blegny 13. Braives 14. Büllingen 15. Burdinne 16. Burg-Reuland 17. Bütgenbach 18. Chaudfontaine 19. Clavier 20. Comblain-au-Pont 21. Crisnée 22. Dalhem 23. Dison 24. Donceel 25. Engis 26. Esneux 27. Eupen (grad) 28. Faimes 29. Ferrières 30. Fexhe-le-Haut-Clocher 31. Flémalle 32. Fléron 33. Geer 34. Grâce-Hollogne 35. Hamoir 36. Hannut (grad) 37. Héron 38. Herstal 39. Herve (grad) 40. Huy (grad) 41. Jalhay 42. Juprelle | 43. Kelmis 44. Liège (grad) 45. Lierneux 46. Limbourg (grad) 47. Lincent 48. Lontzen 49. Malmedy (grad) 50. Marchin 51. Modave 52. Nandrin 53. Neupré 54. Olne 55. Oreye 56. Ouffet 57. Oupeye 58. Pepinster 59. Plombières 60. Raeren 61. Remicourt 62. Saint-Georges-sur-Meuse 63. Saint-Nicolas 64. Sankt Vith (grad) 65. Seraing (grad) 66. Soumagne 67. Spa (grad) 68. Sprimont 69. Stavelot (grad) 70. Stoumont 71. Theux 72. Thimister-Clermont 73. Tinlot 74. Trois-Ponts 75. Trooz 76. Verlaine 77. Verviers (grad) 78. Villers-le-Bouillet 79. Visé (grad) 80. Waimes 81. Wanze 82. Waremme (grad) 83. Wasseiges 84. Welkenraedt |

## Vanjske poveznice
- Službene internet stranice pokrajine Liège (fr.)